# Epantius obscurus
Epantius obscurus är en skalbaggsart. Epantius obscurus ingår i släktet Epantius och familjen svartbaggar. Inga underarter finns listade i Catalogue of Life.